# Die grössten Schweizer Talente
Die grössten Schweizer Talente è un programma televisivo svizzero basato sul format americano America's Got Talent e condotto da Sven Epiney e da Anna Maier.
I tre giudici sono: DJ Bobo, Christa Rigozzi e Roman Kilchsperger. Il programma va in onda dal 29 gennaio 2011 sul canale SRF 1. La prima edizione è stata vinta dalla cantante Maya Wirz mentre la seconda edizione, ha visto il trionfo di un'altra cantante: Eliane Müller.
La trasmissione ha riscosso un grande successo, circa 1 milione di telespettatori per serata.

## Il programma
Nell'ambito della trasmissione, i tre giudici devono trovare il vero talento tra cantanti, ballerini, maghi, fachiri, contorsionisti, imitatori e molti altri. Per ogni concorrente devono giudicare a maggioranza semplice, se l'esibizione di due minuti dei partecipanti li ha convinti o no. La triade giudicante ha però il potere di suonare il buzz, un pulsante luminoso e rumoroso con il quale possono interrompere l'esibizione; se prima della fine della performance suonano tutti e tre i loro buzz, la performance deve essere interrotta.
La trasmissione è prodotta dalla Grundy Schweiz AG, che fa parte della Grundy Light Entertainment.
La prima edizione è stata condotta da Sven Epiney e da Andrea Jansen mentre dalla seconda a condurre al posto di quest'ultima vi è Anna Maier.

## Edizioni

### Prima edizione
La prima edizione di Die grössten Schweizer Talente è andata in onda il sabato sera dal 29 gennaio al 20 marzo 2011 e il cast era composto, dai conduttori Sven Epiney Andrea Jansen e dai tre giudici DJ Bobo, Christa Rigozzi e Roman Kilchsperger.
Le prime quattro puntate di casting sono state registrate al Theater 11 di Zurigo, mentre le 3 semifinali e la finale sono state trasmesse in diretta dalla Bodensee Arena di Kreuzlingen.
La finalissima ha visto il trionfo e l'assegnazione del premio finale di 100.000 CHF alla cantante Maya Wirz. Si sono classificati rispettivamente al secondo posto, la contorsionista Nina Burri e al terzo i ballerini di Boogie-woogie Jan Denli & Yannyna Alvarez.

### Seconda edizione
La seconda edizione di Die grössten Schweizer Talente è andata in onda il sabato sera dal 28 gennaio al 17 marzo 2012 e ha visto confermato quasi l'intero cast. I tre giudici sono rimasti DJ Bobo, Christa Rigozzi e Roman Kilchsperger mentre alla conduzione Sven Epiney è stato affiancato da Anna Maier.
Le prime quattro puntate di casting sono state registrate al Theater 11 di Zurigo e alcune sono andate in onda il mercoledì, mentre le 3 semifinali e la finale sono state trasmesse in diretta dalla Bodensee Arena di Kreuzlingen.
La vittoria finale e il premio finale di 100.000 CHF sono stati assegnati alla cantante Eliane Müller. Si sono classificati rispettivamente al secondo posto, la band di percussionisti Drums2Streets e al terzo la cantante Melissa Sanchez Lehmann.

## Curiosità
- La quattordicenne Julia Maria Sakar, finalista della prima stagione, aveva già preso parte nel 2009 alla trasmissione televisiva tedesca Supertalent, nella quale era stata però inspiegabilmente esclusa. Sakar aveva comunque già partecipato al programma d'intrattenimento Benissimo, sempre si SF1. Inoltre, la televisione svizzera, aveva mandato in onda nel febbraio 2010 nel periodico Reporter un contributo di mezz'ora sulla sua precedente carriera.
- DGST è stato accompagnato durante la prima edizione dal programma radiofonico per bambini Zambo che è stato ampiamente sponsorizzato durante i casting.

## Critiche
- Durante le registrazioni dei casting, è stato criticato il fatto che gli spettatori prima di entrare nel Theater 11 dovessero dare il loro consenso per il trasferimento dei propri dati personali per scopi di marketing a terzi. Anche il sedile non poteva essere lasciato durante le quattro ore di registrazione.
- Criticato anche il fatto che prima della comparsa nel casting, la cantante e, successivamente vincitrice, Maya Wirz avrebbe nascosto intenzionalmente di essere già una cantante professionista e di aver già partecipato a importanti produzioni. La televisione svizzera si è giustificata sulla base del fatto che la Wirz non era ancora una superstar già conosciuta, e che ognuno è stato approvato come candidato.

## Premi e riconoscimenti
- 2011 - Schweizer Fernsehpreis categoria Miglior programma televisivo